# Elden Ring
Elden Ring (japonsky エルデンリング, Eruden Ringu) je japonská videohra s otevřeným světem z žánru tzv. soulsovek. Vyvinulo ji videoherní studio FromSoftware a vydala ji společnost Bandai Namco Entertainment pro Microsoft Windows, Xbox Series X a Series S, PlayStation 5, Xbox One a PlayStation 4 dne 25. února 2022. Na hře se podílel i americký spisovatel George R. R. Martin, který pro Elden Ring vytvořil mytologii herního světa.
Dne 21. června 2024 bylo vydáno DLC s názvem Shadow of the Erdtree.

## Hratelnost
Elden Ring je akční videohra na hrdiny hraná z pohledu třetí osoby a soustředěná na boj a prozkoumávání fiktivního světa; obsahuje prvky podobné těm, které se nacházejí v jiných hrách vyvinutých společností FromSoftware, jako je série Souls, Bloodborne a Sekiro: Shadows Die Twice. Režisér Hidetaka Mijazaki vysvětlil, že hráči začínají v lineárně plynoucím prostředí, ovšem postupně se dostanou do zcela otevřeného fiktivního světa Mezizemí (v anglickém originále The Lands Between), který se skládá z šesti hlavních oblastí, a dále různých hradů, pevností a katakomb volně rozmístěných po mapě. Tyto hlavní oblasti jsou propojeny přes malou centrální pevnost (podobně jako Firelink Shrine z Dark Souls), kam se hráči později dostanou, a lze je volně prozkoumávat pomocí jízdního zvířete jakožto hlavního způsobu dopravy, ačkoliv rychlé cestování je ve hře také dostupné, přičemž na rozdíl od předchozích her se hráč může teleportovat odkudkoliv (vyjma určitých oblastí, obvykle dungeonech) k jakémukoliv již aktivovanému místu přízně (grace). V průběhu hry se hráči setkají s různými NPC a všelijakými nepřáteli, včetně mocných polobohů, kteří vládnou jednotlivým oblastem a slouží jako hlavní bossové hry.
Boj v Elden Ring se do značné míry opírá o prvky budování postavy, které se též nacházely v předchozích Souls hrách, a také samotné hráčovy schopnosti, jako je boj zblízka s využitím získaných dovedností, magie a také mechanismy blokování a uhýbání. Novinkou je ve hře boj na jízdním zvířeti a stealth, který byl klíčovým prvkem v Sekiro; očekává se, že tyto funkce povzbudí strategické myšlení hráče, aby vymýšlel nové postupy boje, jak se postupně setkává s novými druhy nepřátel. Hra stejně jako předchozí hry od FromSoftware využívá ukazatel výdrže postavy, ačkoliv její celkový vliv na boj není tak znatelný. Na rozdíl od Sekiro není v Elden Ring funkce vzkříšení po smrti, byly však přidány některé prvky, aby zajistily postup hráčů ve hře.
Mijazaki uvedl, že přizpůsobení postavy bude v Elden Ring bohatší, protože hráči mohou objevovat různé dovednosti prostřednictvím průzkumu mapy namísto odemykání v stromu dovedností jako v Sekiro či předem stanovených dovedností zbraní jako v předchozích hrách od FromSoftware. Tyto dovednosti jsou lehko zaměnitelné s velkým množstvím zbraní, které spolu s různým vybavením, magickými schopnostmi a předměty, které mohou hráči vyrobit pomocí materiálů nalezených ve světě, lze použít k přizpůsobení hráčské postavy. Po vzoru předchozích her může i v Elden Ring hráč přivolat na pomoc širokou škálu sběratelných duchů skrytých po celé mapě, včetně dříve poražených nepřátel. Podobně jako v sérii Souls umožňuje hra multiplayer, kdy hráč do vlastní mapy přivolá jiné hráče.

## Příběh

### Příběhové pozadí
Elden Ring se odehrává ve fiktivní říši zvané Mezizemí (v anglickém originále The Lands Between), které kdysi dávno sjednotila pod svou suverénní vládu královna Marika, zvaná Věčná (Queen Marika the Eternal). Stalo se tak díky zásahu mocného boha, takzvané Vůle nadevšemi (Greater Will), která k tomuto účelu vyvolila Mariku a jejího chotě, Godfreye, vůbec prvního Lorda Eldenu (Elden Lord). Marika se zároveň stala nositelkou titulního Prstence Eldenu (Elden Ring), zvláštní a podivné věci složené z mocných run, který dodává sílu obrovskému Zeměstromu (Erdtree) a svou povahou ovlivňuje samotné aspekty reality v Mezizemí. Aby však Marika zajistila svou nesmrtelnost, vyjmula z Prstenu Runu smrti (Rune of Death), díky čemuž nic v Mezizemí nemůže doopravdy zemřít, pouze se navrátit do Zeměstromu a eventuálně se znovuzrodit. A zatímco královna vládla své mocné říši, byl to právě Godfrey, kdo velel jejím vojskům a stal se velkým dobyvatelem, avšak poté, co naplnil svůj účel, ztratil přízeň Zeměstromu a stal se tak prvním Poskvrněným (Tarnished), pročež byl z Mezizemí vyhnán a stal se vůdcem válečníků z divokých zemí. Novým chotěm Mariky se následně stal Radagon, věrný následovník Vůle nadevšemi a mužská polovina stejné bytosti, jejíž ženská polovina je sama Marika. Ten měl dříve za ženu královnu Rennalu, s níž zplodil několik potomků, nejvýznačnější pro pozdější děj se však stala jejich dcera Ranni, zvaná Měsíční princezna (Lunar Princess Ranni). I sama Marika zplodila několik potomků, mocných polobohů toužících po ještě větší moci. Mimoto se za celou historii Mezizemí objevilo mnoho dalších Poskvrněných, kteří stejně jako kdysi Godfrey ztratili přízeň Zeměstromu a byli proto vyhnáni do divokých zemí.
Ranni se měla stát vyvoleným nástupcem Mariky, jinými slovy vládnoucí loutkou v rukách Vůle nadevšemi. Aby tomu zabránila a dosáhla božského povznesení, ukradla Runu smrti a zabila sebe a svého nevlastního bratra Godwyna, prvorozeného syna Mariky, což jej proklelo v prvního z nemrtvých. Ranni však zničila pouze své tělo, její duch přetrval a usadil se v panence lidské velikosti. Godwynova smrt Mariku hluboce zasáhla a zasadila v ní sémě pochybností vůči Vůli nadevšemi, což nakonec vyústilo v její zradu, kdy osobně roztříštila Prstenec Eldenu. Radagon se jej pokusil opravit, ale neúspěšně. Vůle nadevšemi za trest uvěznila Mariku a Radagona v Zeměstromu a odvrátila se od Mezizemí. Samotné úlomky Prstenu, takzvané Velké runy (Great Runes) a runové oblouky, které runy v Prstenu spojují, se rozptýlily po světě a uzmuli je jednotliví polobozi, což je zkazilo a učinilo ještě mocnějšími. V honbě za mocí si vyhlásili válku a rozdělili Mezizemí na několik oblastí pod svou vládou. Tato událost vešla ve známost jako Roztříštění (Shattering), věk sváru, úpadku a šílenství. Právě v těchto chvílích přichází čas pro Poskvrněné, aby se vrátili do Mezizemí, obnovili pořádek, nalezli všechny Velké runy a znovu scelili Prstenec Eldenu a jeden z nich se stal Lorden Eldenu, novým vládcem Mezizemí.
Do Mezizemí dorazí mnoho mocných Poskvrněných, každý s vlastními záměry. Například Sir Gideon Ofnir, zvaný Vševědoucí, Fia, Společnice na smrtelném loži, válečnický náčelník Hoarah Loux, Vznešená Zlatá maska (Goldmask) či zvrácený a nenáviděný Hovnožrout (Dung Eater). Nicméně nikdo z nich není schopen či ochoten Prstenec Eldenu znovu Scelit, a proto přízeň Vůle nadevšemi povolá ze spánku smrti dalšího Poskvrněného, jednoho zcela bez prestiže, jehož nebo jejíž jméno není ani známo (hráčovu postavu), označovaného jako Poskvrněný šampion (Tarnished champion).
Poskvrněný se po svém povolání ocitne v Kapli očekávání (Chapel of Anticipation), kde nachází pouze mrtvolu ženy oblečené jako kněžka. Když se pokusí kapli opustit, je napaden bytostí mnoha čepelí a ještě více končetin (Grafted scion) a velmi rychle je poslán na podzemní hřbitov (pokud se hráči podaří zvítězit, posléze se pod ním propadne skála). Nicméně to není konec jeho cesty a na hřbitově si jej vyhlédne záhadná dívka jménem Melina a její přízračný oř Torrent (ve Farflamově překladu Vranivír), kteří jej považují za vhodného kandidáta pro Lorda Eldenu. Když pak Poskvrněný hřbitov opustí, dozvídá se od Varrého, zvaného Bílá maska, že nemá žádnou průvodkyni Mezizemím a je mu souzeno zemřít v zapomnění. Naštěstí jej brzy opět navštíví Melina, která se mu jako průvodkyně nabídne, což Poskvrněnému umožní přetvářet mezizemské magické runy v moc a tím se posilovat. Melina také Poskvrněnému nabídne přijetí do Tvrze Kulatého stolu (Roundtable hold). Tam se Poskvrněný setkává s Gideonem Ofnirem, neformálním velitelem Poskvrněných. Od toho se dozví, že pokud má scelit Prstenec Eldenu, bude potřebovat aspoň několik z run, které ho kdysi tvořily a které mají v držení polobozi v Mezizemí. Těchto run je celkem 6, pro cestu do Leyndellu, hlavního města, jsou potřeba alespoň dvě. Poskvrněný se tedy vydává na hrad Bouřný závoj (Stormveil), kde sice musí u bran skolit mocného Margita, nestvůrného Zvěstovatele (Margit, the Fell Omen), příslušníka prokleté rasy Zvěstovatelů, bytostí nedotčených přízní, který se snaží jeho ambice zadusit hned v prvopočátku, ale brzy se setkává s Godrickem, nejslabším z polobohů, vzdáleného potomka samotného Godfreye, který však již zcela zešílel a ve srovnání s ostatními polobohy tedy představuje snadný terč. Druhou velkou runu je možné obvykle získat buď na magické Akademii Raya Lucaria, od její ředitelky Rennaly, nebo v zamořené krajině Caelid od generála Radahna. Po získání dvou run může jít Poskvrněný na audienci ke Dvouprstému, bytosti sloužící jako posel Vůle Nadevšemi. Ten jej instruuje, aby se vydal do Leyndellu, hlavního města, vstoupil do Zeměstromu, vymohl si audienci u královny Mariky a použil nalezené velké runy ke scelení Prstence.
Poskvrněný se tedy do hlavního města vydá, u Zeměstromu se však opět musí utkat s Margitem, který přizná, že jeho skutečné jméno je Morgott, poslední z králů, syn samotného Godfreye, kterého postihla kletba Zvěstovatelů, a který se i přes to rozhodl sloužit Zlatému řádu, který jej odvrhl. Poskvrněný Morgotta znovu porazí, tentokrát již nadobro, ale Zeměstrom je zarostlý neproniknutelnými trny. Od Meliny se Poskvrněný dozvídá, že jediný způsob, jak se dostat dovnitř, je Zeměstrom spálit pomocí plamene Výhně zkázy, nacházející se na dalekém severu. Když k této výhni Poskvrněný dorazí, Melina se obětuje, aby rozdmýchala plameny a zapálila Zeměstrom (alternativně je Poskvrněný zapálí sám, pokud předtím přijme Plamen šílenství od Trojprstého, viz. zakončení Plamen šílenství). Poskvrněný se poté probudí v rozpadajícím se chrámu v oblacích, zvaném Farum Azula, sídlišti draků. Zeměstrom totiž sice hoří, ale díky absenci Smrti v Mezizemí nemůže shořet zcela. V tomto chrámu Poskvrněný nachází Maliketha, strážce Osudové smrti, který stále žije v hanbě, že si nechal Osudovou smrt ukrást, což způsobilo všechnu tu šlamastyku už od začátku. Je ochoten zemřít, než aby si ji nechal ukrást znovu. Toto přání je mu posléze splněno a runa smrti je uvolněna. Poskvrněný se vrátí do Leyndellu, který je prakticky celý pod nánosem popela. Před Zeměstromem se mu postaví Gideon Ofnir, který věří, že Marika si nepřeje, aby byl Prstenec Eldenu kdy znovu scelen, a následně sám Godfrey, též známý jako válečník Hoarah Loux, který Poskvrněného vyzve na souboj o právo uzmout titul Lorda Eldenu. Nicméně Poskvrněný je v tu chvíli příliš mocný a oba dva postupně poráží. V Zeměstromu Poskvrněný najde ukřižovanou Mariku, která se posléze změní na Radagona, Druhého Lorda Eldenu, a na Poskvrněného zaútočí. Když se vypořádá s Radagonem, z jeho těla vyrazí obrovská bestie, vazal Vůle Nadevšemi a ztělesnění samotného Prstence Eldenu a Zlatého řádu, tzv. Bestie Eldenu (Elden beast). Poskvrněný však porazí i tu a je jen na něm, jaký osud pro Mezizemí zvolí:

### Zakončení
Věk Zlomů (Age of Fracture) - Poskvrněný pouze scelí Prstenec Eldenu a stane se Lordem Eldenu, vládcem dalšího věku. Nicméně moc Zeměstromu i Zlatého řádu je umenšena, jak naznačuje slábnoucí záře, a vzhledem k existujícím nedokonalostem Zlatého řádu je pravděpodobné, že brzy dojde k dalším velkým problémům.
Věk řádu (Age of Order) - Poskvrněný během své cesty Mezizemím potkává mnicha Corhyna a vznešenou Zlatou masku, fundamentalistu Zlatého řádu (v podstatě vědce, který jej zkoumá). Pokud mu pomůže získat klíčovou informaci (získanou sesláním zaklínadla Zákon regrese na sochu Mariky v Leyndellu), tedy že Marika a Radagon jsou jedna bytost, uvědomí si Zlatá maska, že příčinou problémů v Mezizemí je nedokonalost Zlatého řádu, se kterým mohou bohové manipulovat. A vrtošivost a nevypočitatelnost bohů není o nic lepší, než ta lidská. Zlatá maska následně vytvoří scelovací runu dokonalého řádu, tvořící ochranný kruh okolo ostatních run, aby už nikdo nemohl řádem manipulovat. Pokud se Poskvrněný rozhodne tuto runu použít, vrátí Zeměstromu jeho původní zlatou záři a přetvoří Zlatý řád ve skutečný přírodní zákon, neměnný a neodvolatelný.
Věk soumraku (Age of Duskborn) - Pokud hráč vyhoví Fie, společnici na smrtelném loži, v několika jejích prosbách a následně ji najde pod Leyndellem u kořenů Zeměstromu, kde je pohřbeno tělo Godwyna Zlatého, které kvůli smrti jeho duše zamořuje celé Mezizemí prokletím života ve smrti, sdělí mu svůj plán na oživení Godwyna pomocí její magie a vytvoření runy, která by do Prstence Opět vnesla princip smrti a také života ve smrti, aby mohl Godwyn znovu povstat jakožto Kníže smrti. Fia sice nakonec zahyne, ale její runa zůstane a Poskvrněný ji tedy může použít pro změnu Zlatého řádu a de facto legalizaci nemrtvosti (která je podle původní verze řádu zrůdností, která musí být vyhlazena).
Požehnání beznaděje (Blessing of Despair) - V Tvrzi kulatého stolu se Poskvrněný setká s projekcí zvráceného Hovnožrouta, prokletého Poskvrněného posledlého snahou proklít celý svět pomocí kletby, kterou pěstuje na mrtvolách svých obětí, poté, co pozře jejich duši. Pokud mu splní přání a pustí jej z vězení pod Leyndellem, požádá ho Hovnožrout o setkání, aby jej mohl také proklít. Bez ohledu na to, zda Poskvrněný v boji padne, nebo Hovnožrouta porazí, ho Hovnožrout označí za skutečného nositele zhouby Mezizemí, a nabídne mu, že pro něj zplodí pomocí svých vypěstovaných kleteb runu, která by touto kletbou zamořila samotný Prstenec Eldenu. Pokud Poskvrněný tento plán dotáhne do konce, je celé Mezizemí uvaleno do zvrácené a pokřivené reality Hovnožroutovy kletby.
Plamen šílenství - S pomocí dívky jménem Hyetta a Trojprstého, který se nachází pod Leyndellem, může Poskvrněný přimout Plamen šílenství, jednoho z vnějších bohů toužícího po spálení celého světa, aby už nikdy neexistovaly rozdíly a nikdo netrpěl životem. Tento konec blokuje všechny ostatní konce a jediný způsob, jak posledlost plamenem potlačit, je Miquellova jehla, kterou lze sehnat po dlouhé questlince začínající v Caelidu a poražení Malenie, nejtěžšího bosse ve hře.
Věk hvězd - Hráč se ve hře může setkat se samotnou Ranni, která vraždou Godwyna odstartovala události Roztříštění. Pokud vstoupí do jejích služeb a pomůže jí se zbavit jejího Dvojprstého, který ji má ovládat, sdělí mu Ranni, že jejím cílem je vytvořit nový řád, který však bude pro lidi zcela nedotknutelný a nepostřehnutelný, a sama odejít na dlouhou pouť vesmírem, aby mohli obyvatelé Mezizemí žít bez vlivu bohů a jejich výtvorů. Pokud ji Poskvrněný po boji s Bestií Eldenu povolá, je Prstenec Eldenu i Zlatý řád zcela zničen a Poskvrněný se s Ranni vydává na dalekou pouť jakožto její choť.

## Prodeje
Již 16. března 2022 oznámilo Bandai Namco, že se hry prodalo 12 miliónů kusů. To představovalo nejprodávanější hru studia FromSoftware, po necelém měsíci prodejů sesadila Dark Souls III vydané v roce 2016, v té době na prvním místě s 10 miliony prodaných kopií.
Dne 12. června 2024 oficiální účet hry na síti X potvrdil, že hry se prodalo již 25 miliónů kusů.

## Ocenění
| Rok  | Ocenění                | Kategorie                         | Výsledek  | Ref.   |
| ---- | ---------------------- | --------------------------------- | --------- | ------ |
| 2020 | Golden Joystick Awards | Nejhledanější hra                 | nominace  | [ 17 ] |
| 2020 | The Game Awards 2020   | Nejočekávanější hra               | vítězství | [ 18 ] |
| 2021 | Gamescom               | Nejhledanější hra                 | vítězství | [ 19 ] |
| 2021 | Gamescom               | Nejlepší hra pro PlayStation      | vítězství | [ 19 ] |
| 2021 | Gamescom               | Nejlepší akční adventura          | vítězství | [ 19 ] |
| 2021 | Gamescom               | Nejlepší hra na hrdiny            | vítězství | [ 19 ] |
| 2021 | Gamescom               | Nejlepší hra z veletrhu Gamescom  | vítězství | [ 19 ] |
| 2021 | Golden Joystick Awards | Nejhledanější hra                 | vítězství | [ 20 ] |
| 2021 | The Game Awards 2021   | Nejočekávanější hra               | vítězství | [ 18 ] |
| 2022 | Japan Game Awards      | Velká cena                        | vítězství | [ 21 ] |
| 2022 | Japan Game Awards      | Ocenění za vynikající výsledky    | vítězství | [ 21 ] |
| 2022 | Golden Joystick Awards | Nejlepší hra roku                 | vítězství | [ 22 ] |
| 2022 | Golden Joystick Awards | Hra roku pro PlayStation          | nominace  | [ 22 ] |
| 2022 | Golden Joystick Awards | Nejlepší vizuální provedení       | vítězství | [ 22 ] |
| 2022 | Golden Joystick Awards | Nejlepší hra pro více hráčů       | vítězství | [ 22 ] |
| 2022 | Golden Joystick Awards | Critics' Choice                   | vítězství | [ 22 ] |
| 2022 | The Game Awards 2022   | Hra roku                          | vítězství | [ 23 ] |
| 2022 | The Game Awards 2022   | Nejlepší herní režie              | vítězství | [ 23 ] |
| 2022 | The Game Awards 2022   | Nejlepší příběh                   | nominace  | [ 23 ] |
| 2022 | The Game Awards 2022   | Nejlepší výtvarná režie           | vítězství | [ 23 ] |
| 2022 | The Game Awards 2022   | Nejlepší hudba a hudební doprovod | nominace  | [ 23 ] |
| 2022 | The Game Awards 2022   | Nejlepší zvukový design           | nominace  | [ 23 ] |
| 2022 | The Game Awards 2022   | Nejlepší hra na hrdiny            | vítězství | [ 23 ] |